# Газетный переулок (Москва)
Газе́тный переу́лок (бывшие Стро́гановский, Успе́нский, в 1920—1993 годах — у́лица Огарёва) — переулок в Центральном административном округе города Москвы. Проходит от Большой Никитской улицы до Тверской улицы, лежит между Никитским переулком и Брюсовым переулком параллельно им. Нумерация домов ведётся от Большой Никитской.

## Происхождение названия
Название конца XVIII века. Здесь находилась типография Московского университета, где печаталась газета «Московские ведомости» и лавка, в которой подписчики получали газеты. Типография и лавка находились на участке, который сейчас занимает здание Центрального телеграфа и другие службы Министерства связи. Одним фасадом типография выходила на Тверскую, другим — в переулок, который назывался Успенским по церкви Успения Богородицы. В 20-е годы XIX века переулок, как свидетельствовал А. Ф. Малиновский, уже назывался Газетным.
Газетный переулок, прежде назывался Строгановским (1745 год), по домовладельцу  действительному статскому советнику барону Н.Г.Строганову, который владел на этой улице особняком. К 1878 году этим особняком уже владел потомственный почётный гражданин Цыплаков.
В 1920 году был переименован в улицу Огарёва в память Н. П. Огарёва, который здесь не жил. В 1993 году переулку возвращено его историческое название.

## Примечательные здания и сооружения

### По нечётной стороне
- № 1/12 — Дворец князя С. А. Меншикова постройки 1776—1778 годов.
- № 1а — Жилой дом (1930—1933, арх. И. И. Рерберг) Здание построено кооперативом 2-го МХАТа под названием «Сверчок» в память постановки по роману Ч. Диккенса «Сверчок на печи». В разное время здесь жили К. Н. Еланская, О. Н. Андровская, Н. П. Баталов, С. Г. Бирман, М. Н. Кедров, А. М. Мессерер, С. М. Мессерер, А. В. Свешников, М. М. Тарханов, И. Я. Судаков, А. О. Степанова, А. К. Тарасова, А. И. Чебан[3].
- № 3 — Здание 1875 года построено архитектором А. О. Вивьеном. В 1905 году здесь находилось отделение газеты социал-демократов «Начало» и собиралась кавказская боевая дружина. Здесь жили музыкант Н. К. Метнер, певица М. А. Дейша-Сионицкая и артист М. А. Чехов. В 1920-е годы здесь располагалось литературное общество «Никитинские субботники».
- № 5 — Доходный дом конца XIX века. В 1960-х — 1980-х годах здесь размещалось Министерство приборостроения, средств автоматизации и систем управления СССР. С 1990 года здесь находится НИИ, основанный Е. Т. Гайдаром — Институт экономики переходного периода, ныне — Институт экономической политики имени Е. Т. Гайдара. В здании расположен кабинет-музей Е. Т. Гайдара[4].
- № 7 (стр. 1) — В здании 1870 года постройки до революции размещались меблированные комнаты, где останавливался артист-трагик М. Т. Иванов-Козельский, а в 1900—1901 гг. жил композитор Н. К. Метнер, сейчас здание занимает Управление по исполнению особо важных исполнительных производств Федеральной службы судебных приставов.
- № 9 (стр. 2) — Флигель усадьбы Яньковых 1810 года, надстроен в 1899 году.
- № 9 (стр. 3) — Здание магазина (1910, арх. Н. Д. Струков)
- № 9 (стр. 5) — Памятник архитектуры первой половины XVIII века — дом Яньковых, построен Д. И. Яньковым в период между 1728 и 1737 годом, до его назначения гофинтендантом и переезда в Санкт-Петербург. С годами здание утратило весь декор: наличники, колонки, другие украшения были срублены, а стены — оштукатурены. Лишь совсем недавно дом был отреставрирован.
- № 13 — кооперативный жилой дом Союза композиторов СССР. Построен в 1955 году. Здесь жили композиторы Арно Бабаджанян (мемориальная доска)[5], Матвей Блантер[6], Аркадий Островский (мемориальная доска открыта в 2021 году[7])[8], Эдуард Колмановский[9], Оскар Фельцман[10], Людмила Лядова[11], Юрий Саульский[12], Серафим Туликов[13], Анатолий Лепин[14], Георгий Свиридов[15], Евгений Жарковский[16], Александр Долуханян, Сигизмунд Кац[17], Мстислав Ростропович[18], певица Галина Вишневская, музыковеды Григорий Шнеерсон, Израиль Нестьев и Виктор Цуккерман[19].
- № 15 — здание церкви Успения Богородицы что на Успенском вражке, заново построенное в 1857—1860 гг. (архитектор А. С. Никитин) на средства купца С. А. Живаго. В 1924 году церковь закрыли, а в здании разместили фонды исторического архива Москвы (до 1977 года), а затем в нём открыли междугороднюю телефонную станцию. Сейчас здание вернули церкви.
- № 17/2, стр. 1 — Административное здание (1993, архитекторы А. Воронцов, Ю. Григорьев, Н. Зеегофер, С. Кузнецова)[20]. В здании размещается Московский конструкторский центр компании Боинг (с 1997 года), ресторан «McDonald’s»

### По чётной стороне
- № 4 — Доходный дом. Во второй половине XIX века был приобретён ппг. Цыплаковым Алексеем Алипиевичем. После его смерти принадлежал в равных долях его дочерям: Цыплаковой, Лабунской, Наумовой. Административное здание МОПР (Международная организация помощи борцам революции) (1915, 1925, арх. В. Циммер)
- № 6 — Административное здание МВД СССР (1944—1946, архитектор И. И. Ловейко)[21][22], сейчас здание занимают Следственный комитет при МВД России и Департамент Кадрового Обеспечения МВД России. На территории установлен мемориал воинам-чекистам (1970, архитектор П. С. Добровольский)[23].

## Транспорт
С 30 сентября 2007 года установлены соответствующие дорожные знаки и введено одностороннее движение в направлении от Большой Никитской улицы к Тверской улице. Со стороны Тверской въезд в переулок запрещён.

## Переулок в произведениях литературы и искусства
- В названии повести «Огарёва, 6» и одноимённого художественного кинофильма по адресу административного здания МВД СССР.
- На углу улиц Герцена и Огарёва назначает Геле свидание Виктор в пьесе Леонида Зорина «Варшавская мелодия».
- Зимним утром Константин Лёвин делает большой круг по Газетному переулку в ожидании встречи с Кити в романе «Анна Каренина».